# Casting shadows
Casting shadows is het debuutalbum van BangTower. Het album van deze als supergroep aangekondigde band liet lang op zich wachten. In 2007 werd het album Simple Harmonic Motion aangekondigd, maar dat is nooit verschenen. Jon Pomplin was toen ook al muziekproducent. Eerst in 2010 verscheen dit eerste album van de band rond de voormalige bassist van Brand X. De muziek bestaat uit complexe progressieve rock en jazzrock (met nadruk op rock.  Zoals te verwachten was drukte Percy Jones een behoorlijke stempel op de muziek met zijn “poppende” basspel.

## Musici
- Percy Jones – basgitaar, toetsinstrumenten
- Neil Citron – gitaar, toetsinstrumenten
- Walter Garces – slagwerk, percussie

## Muziek
| Nr. | Titel                | Duur |
| --- | -------------------- | ---- |
| 1.  | BBA                  | 6:53 |
| 2.  | Sex me up            | 4:46 |
| 3.  | Hair of the dog      | 5:26 |
| 4.  | Let em drown         | 3:49 |
| 5.  | Ballad of the wealth | 6:33 |
| 6.  | Man in the middel    | 5:04 |
| 7.  | Groove snake         | 3:20 |
| 8.  | 1%ters               | 5:11 |